# Ivan Pavlešić
Ivan Pavlešić, auch Giovanni Paolesic, (* 27. Dezember 1814 in Bania; † 9. September 1893) war ein kroatischer römisch-katholischer Geistlicher.
Pavlešić wurde am 23. Januar 1838 zum Diakon geweiht und zwei Tage später zum Priester. Papst Pius IX. ernannte ihn am 14. Juli 1871 zum Titularbischof von Belgrad und Semendria, heute Alba Maritima, und Weihbischof in Zagreb. Gleichzeitig war er auch Apostolischer Administrator des Bistums Belgrad. Josip Mihalović, Erzbischof von Zagreb, spendete ihm am 3. September in der Kathedrale von Zagreb die Bischofsweihe. Mitkonsekratoren waren Sàndor Bonnaz, Bischof von Csanád, und Anđeo Kraljević OFMObs, Apostolischer Vikar von Herzegowina.